# Sławomir Szczepaniak
Sławomir Piotr Szczepaniak (ur. 7 lipca 1963 w Nowych Skalmierzycach) – generał brygady Wojska Polskiego.

## Życiorys
Sławomir Piotr Szczepaniak w 1986 ukończył Wyższą Szkołę Oficerską Służb Kwatermistrzowskich oraz studia magisterskie w Akademii Ekonomicznej w Poznaniu. Po ukończeniu Wyższej Szkoły Oficerskiej Służb Kwatermistrzowskich zajmował stanowiska służbowe w 6 pułku zmechanizowanym, Dowództwie Śląskiego Okręgu Wojskowego, Departamencie Budżetowym, Dowództwie Wojsk Lotniczych i Obrony Powietrznej oraz w Dowództwie Sił Powietrznych. W 1994 ukończył studia podyplomowe na Akademii Ekonomicznej we Wrocławiu z zakresu zarządzania firmą w warunkach gospodarki rynkowej. W 2007 pełnił służbę na stanowisku dyrektora Departamentu Zaopatrywania Sił Zbrojnych i 15 sierpnia tego roku został awansowany przez prezydenta Rzeczypospolitej Polskiej Lecha Kaczyńskiego na stopień generała brygady. W 2017 zakończył zawodową służbę wojskową.